# Ricciardo e Zoraide
Ricciardo e Zoraide est un opéra en deux actes de Gioachino Rossini sur un livret en italien de Francesco Berio di Salsa. Le texte s'inspire des cantos XIV et XV de Il Ricciardetto, poème épique de Niccolò Forteguerri.
Ricciardo e Zoraide est créé au Teatro San Carlo à Naples le 3 décembre 1818.

## Rôles
| Rôle                                                       | Type de voix  | Première distribution, 3 décembre 1818 (direction : Nicola Festa ) |
| ---------------------------------------------------------- | ------------- | ------------------------------------------------------------------ |
| Agorante, Roi de Nubie, amoureux de Zoraide                | ténor         | Andrea Nozzari                                                     |
| Zomira, épouse d'Agorante                                  | contralto     | Benedetta Rosmunda Pisaroni                                        |
| Zamorre, confident d'Agorante                              | ténor         | Gaetano Chizzola                                                   |
| Elmira, confidente de Zomira                               | mezzo-soprano | Raffaella de Bernardis                                             |
| Ircano, prince nubien                                      | basse         | Michele Benedetti                                                  |
| Zoraide, fille d'Ircano, amoureuse de Ricciardo            | soprano       | Isabella Colbran                                                   |
| Ricciardo, chevalier paladin chrétien, amoureux de Zoraide | ténor         | Giovanni David                                                     |
| Fatima, confidente de Zoraide                              | mezzo-soprano | Maria Manzi                                                        |
| Ernesto, ami de Ricciardo, ambassadeur du camp chrétien    | ténor         | Giuseppe Ciccimarra (it)                                           |

## Synopsis
Lieu : Ville de Dongola dans l'ancienne Nubie.
Époque : les Croisades
Le roi Agorante de Nubie, qui est amoureux de Zoraide, défait son père Ircano et s'empare d'elle. Ricciardo, chevalier chrétien et amant de Zoraide, accompagne un émissaire afin de plaider pour sa libération. Zomira, femme jalouse d'Agorante, organise la capture de Ricciardo et complote en vue de faire exécuter les jeunes amants afin de protéger sa position de reine. L'opéra se termine avec l'arrivée d'une armée de chevaliers chrétiens qui sauvent Ricciardo et Zoraide. Ricciardo épargne la vie d'Agorante.

## Disposition orchestrale
La partition de Rossini prévoit l'utilisation de
- 2 flûtes (aussi piccolos), 2 hautbois, 2 clarinettes, 2 bassons
- 4 cors, 2 trompettes, 3 trombones, serpent
- timbales, grosse caisse, cymbale
- Orchestre d'harmonie
- Cordes

## Enregistrements
| Année | Distribution Agorante, Zoraide, Ricciardo, Zomira                   | Direction Opera et orchestre                                                              | :                                      |
| 1990  | Bruce Ford (en) June Anderson William Matteuzzi (en) Gloria Scalchi | Riccardo Chailly, Orchestre du Teatro Comunale de Bologne, Chœur philharmonique de Prague | VHS Video: Bel Canto Society Cat: #619 |
| 1995  | Bruce Ford Nelly Miricioiu William Matteuzzi Della Jones            | David Parry Orchestre de l'Academy of St Martin in the Fields et chœur Geoffrey Mitchell  | Audio CD: Opera Rara Cat: ORC 14       |